# Mane SA
Mane SA er en fransk producent af smage og dufte, der årligt omsætter for 1,5 mia. euro.
Mane blev etableret i 1871 da Victor Mane begyndte at fremstille dufte fra blomster og planter.
MANE er medlem af European Flavour Association.